# Velikonočna vigilija
Velikonočna vigilija (lat. vigilia paschalis), je osrednji del velikonočnega tridnevja in s tem krščanskega praznovanja velike noči.

Za kristjane pomeni vrhunec verskega dogajanja in je najpomembnejši dogodek celotnega cerkvenega leta.

Začne se po sončnem zahodu na veliko soboto in se zaključi pred sončnim vzhodom na velikonočno nedeljo. Z velikonočno vigilijo kristjani praznujejo zmagoslavje luči nad temo, t.j. Kristusa nad grehom oz. smrtjo, t.i. Kristusovo vstajenje. Obredje torej simbolizira prehod iz teme greha v svetlobo Kristusovega vstajenja, ki prinaša odpuščanje grehov in večno (posmrtno) življenje.
Liturgično velikonočna vigilija ne spada več k veliki soboti, ampak že k velikonočni nedelji, ki jo imenujemo tudi »nedelja jezusovega vstajenja«. Liturgični predpisi naročajo, da se velikonočna vigilija začne po sončnem zahodu in se mora končati pred sončnim vzhodom v nedeljo. Tako vigilija spada že k osrednjemu velikonočnemu praznovanju.

## Etimologija
Beseda »vigilija« izhaja iz latinskega glagola vigilare, s pomenom bedeti ali paziti. Zato se za velikonočno vigilijo včasih uporablja tudi izraz »velikonočno bdenje«. Vigilija torej predstavlja čuječnost in krščansko pričakovanje Kristusovega vstajenja.

## Verski in liturgični izvori
Ureditev velikonočne vigilije se sklada z judovskim pojmovanjem, da se dan začne s sončnim zahodom prejšnjega dne in se zaključi ob sončnem zahodu naslednjega. Zato se je na Kalvariji tako mudilo, da so po križanju telo Jezusa Kristusa hitro sneli s križa in ga še pred sončnim zahodom pokopali, saj bi bila ob zamuditvi to velika skrunitev zapovedi judovske velike noči, ki so jo praznovali na soboto. Iz tega razloga so Marija Magdalena in druge žene odšle h grobu na prvi dan judovskega tedna (ki se je zaključil s soboto), torej v nedeljo navsezgodaj, ko je bila še tema.

## Velikonočna vigilija v liturgiji

### Slavje luči (Lucernarium)
Velikonočna vigilija se v Rimskokatoliški cerkvi prične z prižiganjem velikonočne sveče iz žerjavice novoprižganega in blagoslovljenega (pogovorno: žegnanega) velikonočnega ognja (ki ni tisti ob jutranjem blagoslovu ognja in vode). Ogenj predstavlja Kristusa, ki je dejal, da je on luč sveta (Janez 8,12-59). 
Začetek vigilje je v temi. Vse luči v cerkvi se ugasnejo in ker je sonce že zašlo, zunaj ni svetlobe. Edini vir svetlobe je velikonočna sveča, ki jo duhovnik v slovesnem sprevodu prižgano prinese v cerkev. Od velikonočne sveče si svojo svečo prvi prižge duhovnik, za njim pa mašni strežniki, ki plamen razdelijo tudi ostalim navzočim vernikom.
Prvi del bogoslužja se sklene s slovesno hvalnico velikonočni sveči, (znano tudi kot Exsultet), ki jo zapoje duhovnik ali diakon. Ta starodavna liturgična pesem, ki slavi Kristusovo vstajenje in simbolizira zmago luči nad temo, se prične z besedami, ki poveličujejo nebeško množico angelov, zemljo in Cerkev, ter izraža veselje nad odrešenjem, ki ga prinaša Kristus. Besedilo hvalnice vključuje omembo svetopisemske zgodovine odrešenja, od izhoda Izraelcev iz Egipta do Kristusovega vstajenja.
Verniki imajo ves čas prižgane sveče v rokah, s čimer spominjajo na budne in čuječe služabnike, ki v veselem pričakovanju čakajo prihod svojega gospodarja (Luka 12,39-48), ali na preudarne svetopisemske device, ki s prižganimi svetilkami pričakujejo ženina (Matej 25,1-13).

### Besedno bogoslužje
Vključuje branje več beril iz Svetega pisma, ki pripovedujejo zgodovino odrešenja. Berila dopolnjuje petje psalmov, s primernim liturgičnim besedilom.
Za velikonočno vigilijo je na voljo devet beril, in sicer sedem iz Stare zaveze in dve iz Nove zaveze. Če okoliščine zahtevajo, je v posameznih primerih mogoče zmanjšati število beril. Ostati pa morajo vsaj tri iz Stare zaveze, le v najnujnejših primerih vsaj dve, ki jim sledi branje pisma in evangelija. Nikoli pa ne sme odpasti berilo iz druge Mojzesove knjige o prehodu čez Rdeče morje (2 Mz 13,14).
Po zadnjem berilu iz stare zaveze ter psalmu in prošnjah duhovnik (ali diakon) zapoje Slavo. Sledi odlomek Janezovega evangelija (Janez 1,4-5) ki razlaga o Luči, ki je prišla na svet, vendar je tema ni sprejela. Kristjani verujejo, da je z vstajenjem Jezus Kristus premagal smrt, pa tudi temo, simbol greha, zla in hudiča. Zatem se zapoje slovesno vstajensko Alelujo, cerkveni zvonovi pa se ponovno oglasijo (potem ko so bili na veliki četrtek »zavezani« oz. utihnjeni). Ta trenutek simbolizira tako veselje kot upanje, ki ga prinaša vstajenje.

### Krstno bogoslužje
Duhovnik opravi blagoslov krstne vode, verniki pa obnovijo svoje krstne obljube. Zgodnje kristjane so nekdaj krščevali na predvečer velike noči in tudi danes med velikonočno vigilijo občasno odraslim osebam, t.i. katehumenom, podeljujejo zakramente.

### Evharistično bogoslužje
Slovesna maša se nadaljuje s homilijo (pridigo), ter evharistično daritvijo in obhajilom (glej: Rimskokatoliški rimski obred svete maše).

## Razlike med velikonočnimi vigilijami
Razlike so odvisne od tradicije, kulture in teoloških poudarkov posameznih cerkva.

### Pravoslavne cerkve
Vigilija vključuje podobne elemente, kot so prižiganje sveč in branje Svetega pisma, vendar je obred pogosto daljši in bolj osredotočen na procesije ter petje starodavnih himn. Poudarek je na mističnem doživljanju Kristusovega vstajenja.

### Protestantske cerkve
Velikonočna vigilija v protestantskih cerkvah je manj formalna in se osredotoča na branje Svetega pisma, molitve ter petje. Nekatere protestantske skupnosti vigilijo obhajajo kot del velikonočne nedelje, brez posebnega obredja.

### Anglikanska cerkev
V Anglikanski cerkvi je vigilija podobna katoliški, vendar vključuje večjo fleksibilnost pri izbiri beril in pesmi. Poudarek je na skupnosti in obnovi krstnih obljub.